# Halco Mining
Halco Mining est une société d'aluminium basée en Guinée. La société est organisée sous les lois de l'État du Delaware, aux États-Unis. Halco est le propriétaire de 51 % du stock de la Compagnie des bauxites de Guinée (CBG).
Le consortium a été créé en 1962 par Harvey Aluminum Company pour exploiter des gisements de bauxite en Guinée dans la zone spéciale de Boké. Halco / CBG possède les droits de la bauxite mine[Quoi ?] dans une région de 10 000 kilomètres carrés du nord-ouest de la Guinée dans le cadre d'un bail de soixante-quinze ans par[Quoi ?] l'année 2038.

## Organisations connexes
Les actions de Halco appartiennent aux sociétés suivantes : 
- Alcoa - 45%
- Groupe Rio Tinto - 45%
- Dadco Investments Limited - 10%